# Maravis
Les Maravis (ou Maraves) sont un peuple d'Afrique australe, présent au Mozambique, au Malawi — qui leur doit son nom — et en Zambie.